# ペスト流行時の酒宴
『ペスト流行時の酒宴』（ペストりゅうこうじのしゅえん、英: Feast during a plague、独: Das Gastmahl während der Pest）は、ロシアの作曲家ソフィア・グバイドゥーリナが2005年に作曲した管弦楽作品である。
作品はプーシキンの戯曲『黒死病流行時の饗宴』を題材としている。

## 作曲の経緯
作品はフィラデルフィア管弦楽団とピッツバーグ交響楽団による共同委嘱によって制作された。
グバイドゥーリナはプログラムノートにて、作品について次のように述べている。
作品は世界初演を担当したサイモン・ラトルに献呈された。

## 初演
世界初演は2006年にサイモン・ラトル指揮、フィラデルフィア管弦楽団によって行われた。
日本初演は2020年1月15日に、下野竜也指揮、読売日本交響楽団の演奏によって行われた。

## 編成
フルート4(ピッコロ持ち替え2)、オーボエ4、クラリネット3 (小クラリネット持ち替え1)、バスクラリネット、ファゴット4 (コントラファゴット持ち替え1)、ホルン6、トランペット4、トロンボーン、バストロンボーン2、テューバ、ティンパニ、パーカッション3、ハープ2、ピアノ (チェレスタ持ち替え)、エレクトロニクスの録音、弦楽合奏

## 楽曲構成
演奏時間は約26分。
作中、音数が「1、2、3、4、6、７、9」という順番で増幅し、また反対に収束していくモチーフが主題となる。これらはホルンやチェロ、コントラバス、あるいは打楽器といった低音楽器などを中心に提示され、音楽の緊張感が高まるにつれ、図形譜によって表現されたウィンドチャイムとハープによる音色を皮切りに幻想的な雰囲気に変化する。後半には再び冒頭のモチーフが登場し、緊張感が再び高まると、テクノ調の電子音楽の録音が断続的に再生される。最後は打楽器のみによる冒頭のモチーフがドラムロールのように演奏され、トライアングルのトレモロの中で、シロフォンの和音が何度か打たれて音楽は終了する。

## 評価
雑誌「ザ・ニューヨーカー」のアレックス・ロスは「一方では悲惨な状況、他方では頭の中が空っぽの快楽を求めるなど、引き裂かれた世界を鋭く見据えることを意図していましたが、彼女は自分のビジョンにふさわしいメタファーを見つけたのです。」と評価した。
新聞「フィラデルフィア・インクワイアラー」のデビット・パトリック・ストリーンズは「グバイドゥーリナの終末論的なメッセージは、典型的な音楽の構成方法を消滅させてしまうものだが、この異常に直接的な作品は、古典的な交響曲の形式を数多く参照している...。展開が始まると新しい要素が入ってくる（モーツァルトの古い手法）...。そのような形式的な期待があったので、機械的に録音されたリズム・トラックが作品の他の部分と調整されずに登場したことは、より一層注目を集めました...。最終的にこの作品は、感覚的な錯乱と精神的な変容の間の奇妙なゾーンに生息しています。このようなことができる作曲家が他にいるでしょうか。」と評価した。